# Markus C. Müller
Markus C. Müller (* 31. August 1973 in München) ist ein deutscher Unternehmer und Wirtschaftsmanager.

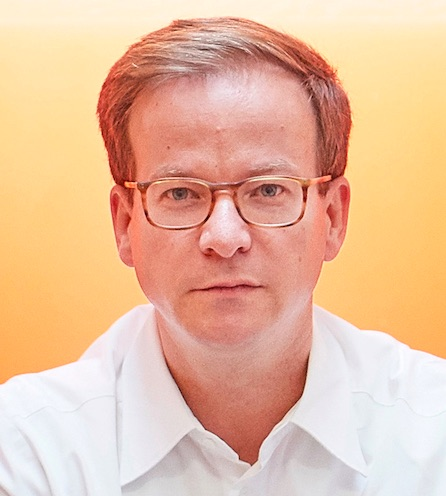
Markus C. Müller (2017)

## Leben und Wirken
Nach einem Jurastudium in München gründete Müller 2002 die ubitexx GmbH. Im Mai 2011 verkaufte Müller ubitexx an BlackBerry. Im Folgenden übernahm er 2013 die Geschäftsführung für Deutschland und 2014 wurde er Europa-Chef von BlackBerry.
Im April 2015 stieg Müller bei BlackBerry aus, um eine Ausbildung als Hospizbegleiter bei Hospizdienst DaSein e.V. in München zu absolvieren und sich als Tantra-Masseur ausbilden zu lassen. Von 2015 bis 2017 betrieb er mit seiner Partnerin in Bern eine Tantramassagepraxis.
Im April 2017 stieg er bei der starwings GmbH ein, die Start-up-Unternehmen unterstützt und ein auf der Blockchain basierendes Anteilsverteilsystem StarDUST entwickelt. Im Januar 2019 gründet er als Co-Founder und CEO die Nui Care GmbH, die eine digitalen Pflegeassistenten für pflegende Angehörige entwickelt. Außerdem ist er bei dem Münchner Start-Up Air Up beteiligt.
Im März 2025 erschien sein Buch "Im Angesicht des Lebens" im Haufe Verlag
Müller lebt in München.

## Ehrenamtliche Tätigkeiten
Von 2005 bis 2008 war Müller Stellvertretender Bundesvorsitzender des Verbandes Die jungen Unternehmer. Bei der Münchner BlueID GmbH war Müller von 2013 bis 2014 im Beirat. 2014–2015 war er Mitglied des Beirats DIGITAL Bayern, ins Leben gerufen von der bayerischen Wirtschaftsministerin Ilse Aigner. Seit April 2017 ist Müller Vorstandsvorsitzender beim Hospizdienst DaSein e. V.
Müller war außerdem von 2016 bis 2018 ehrenamtlicher Sterbebegleiter im Freiwilligenteam der Spitex Bern. Seit November 2023 ist er Vorstand im Spitzenverband Digitale Gesundheitsversorgung (SVDGV).

## Auszeichnungen

### Berufliche Auszeichnungen
Ende 2011 belegte Müller Platz 85 der Top 100 der wichtigsten Persönlichkeiten der deutschen ITK Branche der Computerwoche.
Im November 2024 wurde ihm der Bayerische Digitalpreis B.DIGITAL von Staatsminister Fabian Mehring verliehen.

### Auszeichnungen mit ubitexx
- 2007: Europäischer ICT Preis
- 2008: Deutscher Internetpreis
- 2009: Aufnahme in Eliteprogramm von Microsoft: BizSpark One[24]